# Dobsonia praedatrix
Dobsonia praedatrix је врста слепог миша из породице великих љиљака (Pteropodidae).

## Распрострањење
Врста је присутна у Папуи Новој Гвинеји (Бизмарков архипелаг).

## Станиште
Станиште врсте су шуме од нивоа мора до 300 метара надморске висине.

## Угроженост
Ова врста је наведена као последња брига, јер има широко распрострањење и честа је врста.